# Reggie Fils-Aime
Reginald "Reggie" Fils-Aimé ('fiː.zəˌmeɪ; New York, 25 maart 1961) was de bestuursvoorzitter van Nintendo of America.
Fils-Aimé werd bekend in mei 2004 tijdens Nintendo's persconferentie op de E3 beurs. Hij opende de conferentie met de woorden "My name is Reggie. I'm about kickin' ass. I'm about taking names, and we're about making games." Zijn woorden kondigden een nieuw tijdperk aan voor Nintendo, die door de rest van de spelindustrie de "Reggielution" werd genoemd. Reggie werd de 'Regginator' genoemd door zijn fans.

## Levensloop
Reggie Fils-Aimé is van Haïtiaanse afkomst. Zijn ouders emigreerden naar de Verenigde Staten, en Fils-Aimé werd geboren in The Bronx.
Hij studeerde af aan de Cornell-universiteit in 1983 en behaalde een Bachelor of Science in Toegepaste Economische Wetenschappen.
Na het behalen van zijn diploma begon hij zijn carrière bij Procter & Gamble in 1993. Daarna werd hij de Senior Director of National Marketing bij Pizza Hut. Hij werd daarna het hoofd Marketing bij Guinness in Amerika en was verantwoordelijke voor alle merken.
In 1999 werd hij Chief Marketing Officer bij Derby Cycle Corporation, waar hij verkopen bijhield en acht verschillende merken adverteerde. Hij was ook Managing Director en hield toezicht op Derby's Britse divisie.
Hij ging daarna naar het Chinese Panda Management Co., waar hij werkte als Senior Vice President. In 2001 ging hij naar VH1, ook als Senior Vice President, waar hij zich richtte op een jonger publiek.

### Nintendo
Fils-Aimé kwam bij Nintendo in december 2003, als de Executive Vice President of Sales and Marketing. Hij was verantwoordelijk voor de marketing in heel Amerika.
Op 25 mei 2006 werd Fils-Aimé de bestuursvoorzitter van Nintendo en Chief Operating Officer. De vorige president, Tatsumi Kimishima, werd voorzitter van de Raad van Bestuur.
Op 21 februari 2019 kondigde Fils-Aimé zijn vertrek bij Nintendo aan. Sinds april 2019 heeft Doug Bowser zijn functie als bestuursvoorzitter van Nintendo of America overgenomen.

## Persoonlijk leven
Fils-Aimé is getrouwd. Uit een eerder huwelijk heeft hij drie kinderen.

## Prijzen
- Clio Award
- AICP award for Advertising Excellence
- Silver Edison van het American Marketing Institute
- 2 Gouden EFFIEs van de New York American Marketing Association.
- Werd genoemd in de Marketing 100 in 1998, door Advertising Age.